# کازه تو کومو تو نیجی تو
کازه تو کومو تو نیجی تو (انگلیسی: Kaze to Kumo to Niji to) نام یک مجموعه تلویزیونی تاریخی و چهاردهمین سری از فیلم‌های مجموعه تلویزیونی تایگا است. این مجموعه ۵۲ قسمت دارد و توسط ان‌اچ‌کی در سال ۱۹۷۶ میلادی پخش شد. داستان این مجموعه در مورد تایرا نو ماساکادو است.